# Sonuma
De Sonuma (Société de numérisation et de commercialisation des archives audiovisuelles, "Maatschappij voor de digitalisering en vermarkting van audiovisuele archieven") is een archief dat de archieven van de Waalse publieke omroep RTBF digitaal ontsluit.
Het instituut werd in 2009 opgericht, met steun van de Waals gewest, de Franse Gemeenschap en de RTBF. De Sonuma is een cultuurhistorisch instituut dat zorg draagt voor de verzameling audiovisueel erfgoed van de RTBF. In totaal beheert het (volgens eigen opgave in 2020) 90.000 uur radio-uitzendingen, 90.000 uur tv-programma's en 12.000 foto's. Er werken 16 mensen. 